# Ayaka Asai
Ayaka Asai (朝井 彩加 Asai Ayaka?, 11 de mayo de 1992) es una actriz y seiyū japonesa afiliada a Intention. Es conocida por sus papeles como Mio Naruse en Shinmai Maō no Testament y Clara Valac en Mairimashita! Iruma-kun.

## Biografía
Nació el 11 de mayo de 1992 en la Prefectura de Shizuoka, Japón. Asai se convirtió en miembro de Seinenza Film Company el 1 de enero de 2013. Se graduó del Osaka Amusement Media Sougou Gakuin. Prestó su voz a Akane Okada en Watashi ga Motenai no wa Dou Kangaetemo Omaera ga Warui!. En 2015, prestó su voz al personaje principal Mio Naruse en la adaptación al anime de Shinmai Maō no Testament. El 1 de octubre de 2017, se convirtió en miembro de Toei Movie Studios de Toei Company.

## Filmografía
Los papeles principales están en negrita

### Anime

#### Series de televisión
| Año  | Título                                                                  | Rol                                        | Refs.       |
| ---- | ----------------------------------------------------------------------- | ------------------------------------------ | ----------- |
| 2013 | Watashi ga Motenai no wa Dou Kangaetemo Omaera ga Warui!                | Akane Okada                                | [ 6 ]       |
| 2014 | Kindaichi Shounen no Jikenbo Returns                                    | Akari Momoyama                             | [ 7 ] [ 8 ] |
| 2015 | Shinmai Maō no Testament                                                | Mio Naruse                                 | [ 4 ]       |
| 2015 | Hibike! Euphonium                                                       | Hazuki Katō                                | [ 9 ]       |
| 2015 | Triage X                                                                | Daughter Fujino                            | [ 10 ]      |
| 2015 | Diabolik Lovers: More Blood                                             | Justin                                     | [ 10 ]      |
| 2015 | Onsen Yousei Hakone-chan                                                | Aki                                        | [ 11 ]      |
| 2015 | Shinmai Maō no Testament Burst                                          | Mio Naruse                                 | [ 4 ]       |
| 2016 | Ajin                                                                    | Kei Nagai (joven), Locutora del telediario | [ 10 ]      |
| 2016 | Mahoutsukai Precure!                                                    | Yuto Namiki                                | [ 10 ]      |
| 2016 | Kuma Miko                                                               | Shouta                                     | [ 10 ]      |
| 2016 | Aikatsu Stars!                                                          | Mamiko Habara                              | [ 10 ]      |
| 2016 | Saiki Kusuo no Psi-nan                                                  | Miiko, Actriz                              | [ 10 ]      |
| 2016 | Hitori no Shita: The Outcast                                            | Liu Yanyan                                 | [ 10 ]      |
| 2016 | 91 Days                                                                 | Angelo Lagusa (joven)                      | [ 10 ]      |
| 2016 | Mobile Suit Gundam: Iron-Blooded Orphans 2nd Season                     | Akatsuki                                   | [ 10 ]      |
| 2016 | Monster Hunter Stories: Ride On                                         | Mil                                        | [ 10 ]      |
| 2016 | Hibike! Euphonium 2                                                     | Hazuki Katō                                | [ 10 ]      |
| 2016 | Ajin 2nd Season                                                         | Locutora del telediario                    | [ 10 ]      |
| 2017 | Schoolgirl Strikers: Animation Channel                                  | Hina Origami                               | [ 10 ]      |
| 2017 | Shōwa Genroku Rakugo Shinjū: Sukeroku Futatabi-hen                      | Koyuki                                     | [ 10 ]      |
| 2017 | Cinderella Girls Gekijou                                                | Mirei Hayasaka                             | [ 10 ]      |
| 2017 | Kabukibu!                                                               | Riri Miwayama                              | [ 10 ]      |
| 2017 | Knight's & Magic                                                        | Isadora Adalina Qsperka                    | [ 10 ]      |
| 2017 | Isekai Shokudō                                                          | Arius                                      | [ 10 ]      |
| 2017 | Nora to Oujo to Noraneko Heart                                          | Nora Handa                                 | [ 10 ]      |
| 2017 | Osake wa Fūfu ni Natte kara                                             | Yui Shiraishi                              | [ 10 ]      |
| 2017 | Kujira no Kora wa Sajō ni Utau                                          | Kicha, Phterna, Matsuba, Ham               | [ 10 ]      |
| 2017 | Mahō Tsukai no Yome                                                     | Alucia Varley                              | [ 10 ]      |
| 2017 | Inuyashiki                                                              | Takeshi Inuyashiki                         | [ 10 ]      |
| 2018 | Sora Yorimo Tōi Basho                                                   | Yuri                                       | [ 10 ]      |
| 2018 | Mitsuboshi Colors                                                       | Nonoka Saki                                | [ 10 ]      |
| 2018 | Hakyū Hōshin Engi                                                       | Sengyoku Tou                               | [ 10 ]      |
| 2018 | Sword Art Online Alternative: Gun Gale Online                           | Saki Nitobe                                | [ 10 ]      |
| 2018 | Golden Kamuy                                                            | Osoma                                      | [ 10 ]      |
| 2018 | Cinderella Girls Gekijou 3rd Season                                     | Mirei Hayasaka                             | [ 10 ]      |
| 2018 | Tensei Shitara Slime Datta Ken                                          | Kenya Misaki                               | [ 10 ]      |
| 2018 | Golden Kamuy 2nd Season                                                 | Osoma                                      | [ 10 ]      |
| 2019 | Kaguya-sama wa Kokurasetai: Tensai-tachi no Ren'ai Zunōsen              | Erika Kose                                 | [ 10 ]      |
| 2019 | Shōmetsu Toshi                                                          | Shouma                                     | [ 10 ]      |
| 2019 | En'en no Shōbōtai                                                       | Lisa Isaribi                               | [ 10 ]      |
| 2019 | Given                                                                   | Ayano Kasai                                | [ 10 ]      |
| 2019 | Mairimashita! Iruma-kun                                                 | Clara Valac                                | [ 12 ]      |
| 2019 | Kandagawa Jet Girls                                                     | Fūka Tamaki                                | [ 13 ]      |
| 2020 | Kaguya-sama wa Kokurasetai?: Tensai-tachi no Renai Zunousen             | Erika Kose                                 | [ 10 ]      |
| 2020 | En'en no Shōbōtai: Ni no Shou                                           | Lisa Isaribi                               | [ 10 ]      |
| 2021 | Mairimashita! Iruma-kun 2nd Season                                      | Clara Valac                                | [ 10 ]      |
| 2021 | Vivy: Fluorite Eye's Song                                               | Yui Kakitani                               | [ 10 ]      |
| 2021 | Genjitsushugi Yūsha no Ōkoku Saikenki                                   | Juno Minazuki                              | [ 14 ]      |
| 2022 | Black Rock Shooter: Dawn Fall                                           | Monica                                     | [ 15 ]      |
| 2022 | Kaguya-sama wa Kokurasetai -Ultra Romantic-                             | Erika Kose                                 | [ 16 ]      |
| 2022 | Kunoichi Tsubaki no Mune no Uchi                                        | Azami                                      | [ 17 ]      |
| 2022 | Golden Kamuy 4th Season                                                 | Osoma                                      | [ 18 ]      |
| 2022 | Kage no Jitsuryokusha ni Naritakute!                                    | Zeta                                       | [ 19 ]      |
| 2022 | Mairimashita! Iruma-kun 3rd Season                                      | Clara Valac                                | [ 20 ]      |
| 2023 | Kyūketsuki Sugu Shinu 2                                                 | Makoto Hagino                              | [ 21 ]      |
| 2023 | Boku no Kokoro no Yabai Yatsu                                           | Chihiro Kobayashi                          | [ 22 ]      |
| 2023 | Niehime to Kemono no Ō                                                  | Gleipnir (niño)                            | [ 23 ]      |
| 2023 | Undead Girl Murder Farce                                                | Alice Rapidshot                            | [ 24 ]      |
| 2023 | Kage no Jitsuryokusha ni Naritakute! 2nd Season                         | Zeta                                       | [ 25 ]      |
| 2023 | Toaru Ossan no VRMMO Katsudōki                                          | Nora                                       | [ 26 ]      |
| 2023 | Kimi no Koto ga Dai Dai Dai Dai Daisuki na 100-nin no Kanojo            | Kusuri Yakuzen                             | [ 27 ]      |
| 2024 | Boku no Kokoro no Yabai Yatsu Season 2                                  | Chihiro Kobayashi                          | [ 28 ]      |
| 2024 | Tensei Shitara Slime Datta Ken 3rd Season                               | Kenya Misaki                               | [ 29 ]      |
| 2024 | Hibike! Euphonium 3                                                     | Hazuki Katō                                | [ 30 ]      |
| 2024 | Kaii to Otome to Kamikakushi                                            | Tamao Akane                                | [ 31 ]      |
| 2024 | Sword Art Online Alternative Gun Gale Online II                         | Saki Nitobe                                | [ 32 ]      |
| 2024 | Party kara Tsuihō Sareta Sono Chiyushi, Jitsu wa Saikyō ni Tsuki        | Lyra                                       | [ 33 ]      |
| 2025 | Ao no Exorcist: Yosuga-hen                                              | Michelle Neuhaus                           | [ 34 ]      |
| 2025 | Kimi no Koto ga Dai Dai Dai Dai Daisuki na 100-nin no Kanojo 2nd Season | Kusuri Yakuzen                             | [ 35 ]      |
| 2025 | Rock wa Lady no Tashinamideshite                                        | Juna                                       | [ 36 ]      |
| 2025 | En'en no Shōbōtai: San no Shō                                           | Lisa Isaribi                               | [ 37 ]      |
| 2026 | En'en no Shōbōtai: San no Shō Part 2                                    | Lisa Isaribi                               | [ 38 ]      |
| TBA  | Isekai Quartet 3                                                        | Zeta                                       | [ 39 ]      |

#### Películas
| Año  | Título                                                          | Rol                     | Refs.  |
| ---- | --------------------------------------------------------------- | ----------------------- | ------ |
| 2016 | Gekijōban Hibike! Euphonium: Kitauji Kōkō Suisōgaku-bu e Yōkoso | Hazuki Katō             | [ 10 ] |
| 2018 | Liz to Aoi Tori                                                 | Hazuki Katō             | [ 10 ] |
| 2019 | Hibike! Euphonium Movie 3: Chikai no Finale                     | Hazuki Katō             | [ 10 ] |
| 2020 | Digimon Adventure: La última evolución Kizuna                   | Miyako Inoue            | [ 40 ] |
| 2022 | Kidou Senshi Gundam: Cucuruz Doan no Shima                      | Katz Kobayashi, Barbara | [ 10 ] |
| 2023 | Hibike! Euphonium: Ensemble Contest-hen                         | Hazuki Katō             | [ 41 ] |
| 2023 | Digimon Adventure 02: The Beginning                             | Miyako Inoue            | [ 42 ] |

#### ONAs
| Año  | Título                                                        | Rol              | Refs.  |
| ---- | ------------------------------------------------------------- | ---------------- | ------ |
| 2017 | Cinderella Girls Gekijou: Kayou Cinderella Theater 2nd Season | Mirei Hayasaka   | [ 10 ] |
| 2018 | Monster Strike The Animation                                  | Michael          | [ 10 ] |
| 2022 | Kagejitsu!                                                    | Zeta             | [ 10 ] |
| 2023 | Itou Junji: Maniac                                            | Hitoshi Hikizuri | [ 10 ] |

#### OVAs
| Año  | Título                                                               | Rol           | Refs.  |
| ---- | -------------------------------------------------------------------- | ------------- | ------ |
| 2015 | Shinmai Maō no Testament: Toujou Basara no Hard Sweet na Nichijou    | Mio Naruse    | [ 10 ] |
| 2016 | Shinmai Maō no Testament: Toujou Basara no Shigoku Heiwa na Nichijou | Mio Naruse    | [ 10 ] |
| 2018 | Shinmai Maō no Testament Departures                                  | Mio Naruse    | [ 10 ] |
| 2020 | Strike the Blood IV                                                  | Yuno Amase    | [ 10 ] |
| 2021 | Bean Bandit                                                          | Irene Vincent | [ 10 ] |
| 2021 | Kaguya-sama wa Kokurasetai: Tensai-tachi no Ren'ai Zunōsen OVA       | Erika Kose    | [ 10 ] |

### Live-action y otros doblajes
| Año  | Título                                         | Rol                         | Refs.  |
| ---- | ---------------------------------------------- | --------------------------- | ------ |
| 2013 | Gatchaman                                      | Anuncio de radio de la sede |        |
| 2014 | Hostage                                        | Sawyer                      |        |
| 2014 | Before Midnight                                | Ella                        | [ 43 ] |
| 2014 | CSI: Las Vegas                                 | Miranda                     |        |
| 2014 | Bates Motel                                    | Lisa                        |        |
| 2014 | Jingle All the Way                             | Chico travieso              |        |
| 2016 | El cazador y la reina del hielo                | Pippa                       | [ 44 ] |
| 2016 | The Shallows                                   | Chloe Adams                 | [ 45 ] |
| 2019 | The Passage                                    | Amy Bellafonte              | [ 46 ] |
| 2020 | Historias de miedo para contar en la oscuridad | Stella Nicholls             | [ 47 ] |
| 2020 | Altered Carbon: Resleeved                      | Holly Togram                |        |
| 2021 | La galería de los corazones rotos              | Amanda                      | [ 48 ] |
| 2022 | Estamos muertos                                | Choi Nam-ra                 | [ 49 ] |

### Videojuegos
| Año  | Título                                                            | Rol                    | Refs.  |
| ---- | ----------------------------------------------------------------- | ---------------------- | ------ |
| 2012 | The Legend of Heroes: Trails from Zero Evolution                  |                        |        |
| 2013 | Wonderland Fantasy Township (不思議の幻想郷 Fushigi no gensō gō?) | Tojiko Sogano          |        |
| 2013 | Venus Rampage Z (ビーナスランページZVenus Rampage Z?)             | Stella                 |        |
| 2013 | Atlantica                                                         | Arlecchino             |        |
| 2013 | Conception 2                                                      | Lucia                  |        |
| 2020 | Kandagawa Jet Girls                                               | Fūka Tamaki            | [ 50 ] |
| 2021 | DC Super Hero Girls: Teen Power                                   | Catwoman / Selina Kyle |        |